# Clidemia macrandra
Clidemia macrandra är en tvåhjärtbladig växtart som först beskrevs av Charles Wright, och fick sitt nu gällande namn av Célestin Alfred Cogniaux. Clidemia macrandra ingår i släktet Clidemia och familjen Melastomataceae. Inga underarter finns listade i Catalogue of Life.